# Église Saint-Jean-Baptiste de Megève
L'église de Megève est une église située à Megève, en France.

## Localisation
L'église est située dans le département français de la Haute-Savoie, sur la commune de Megève.

## Historique
Des moines bénédictins originaire de l'abbaye de Saint-Michel-de-la-Cluse arrivent sur le territoire vers la fin du XIIe siècle, vers 1085. Ils élevèrent un prieuré dédié à saint Jean le Baptiste.
L'église est agrandie au XIVe siècle. La nef semble avoir été reconstruite vers la fin du XVIIe siècle (entre 1687 et 1692). Elle aurait été détruite par un incendie en 1728, et de façon sûre le 9 novembre 1754, avec notamment la destruction du clocher. Ce dernier sera restauré par le megévand Muffat de Saint-Amour et reconstruit en 1809. D'autres incendies frappèrent le village, mais sans affecter l'édifice. La façade de l'église est reconstruite en 1879.
En 1956, l'artiste Georges Gimel (1898-1962) réalise un chemin de croix émaillé avec des oxydes métalliques précieux. L'année suivante, l'édifice fait l'objet d'une restauration complète sous la conduite de l'architecte Henry Jacques Le Même, avec la collaboration de l'architecte savoyard Maurice Novarina.
L'édifice est inscrit au titre des monuments historiques en 1988.

## Description

Éléments de l'église
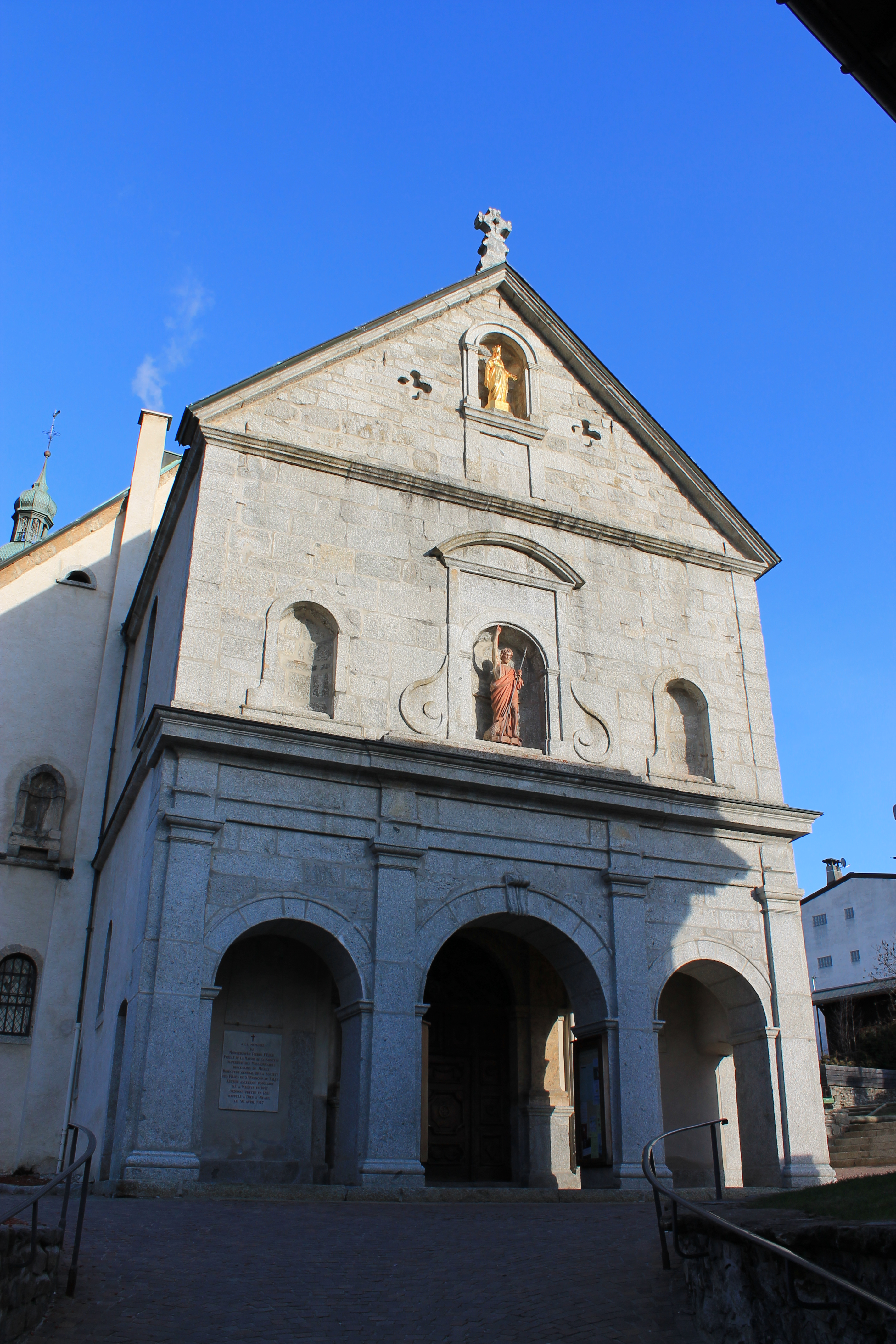
Façade et avant-nef de l'église. L'avant nef date de 1872. Statues de l'Immaculée Conception (haut) et de Saint Jean Baptiste (bas).
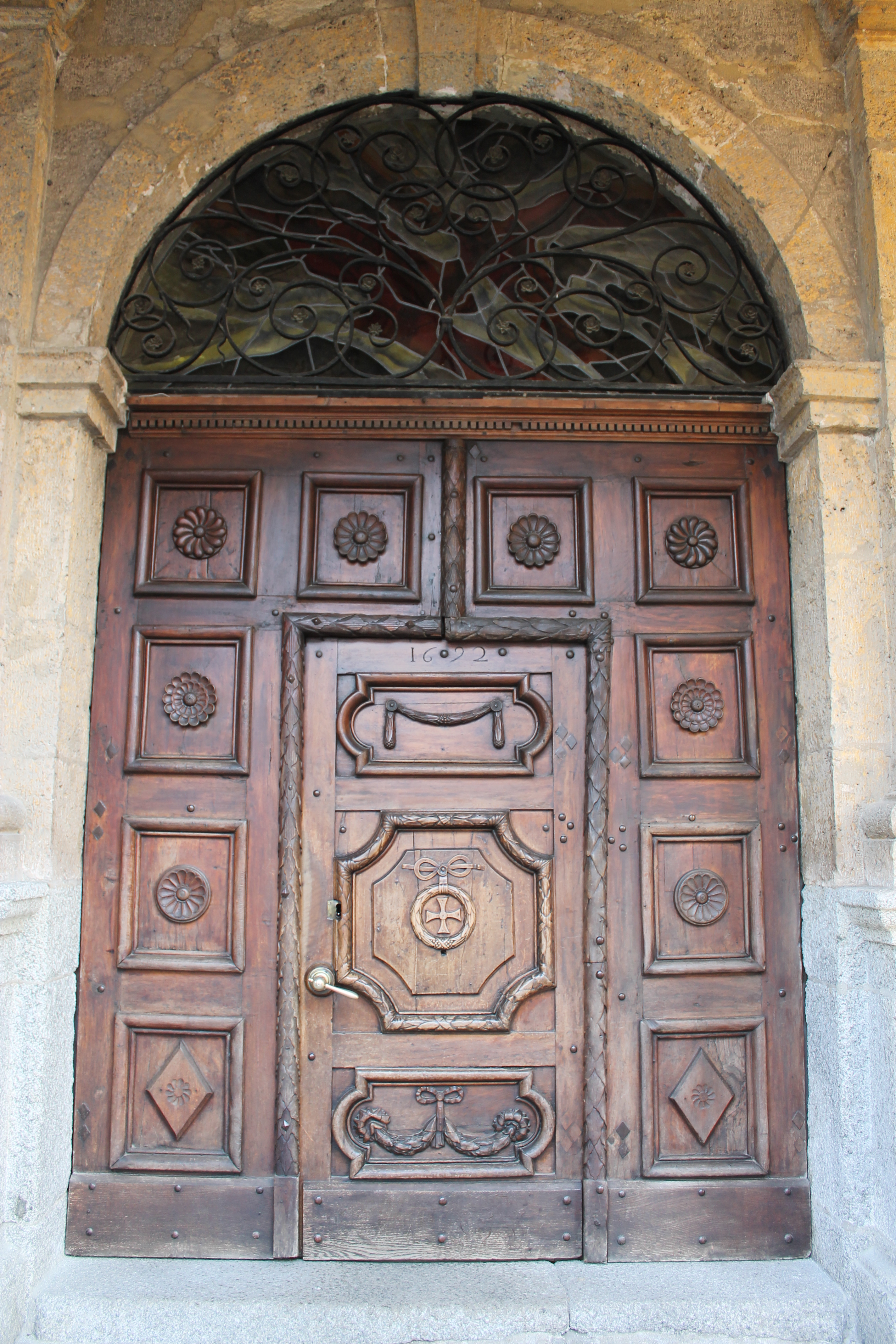
Porte de l'église. Inscription de la date : 1622.
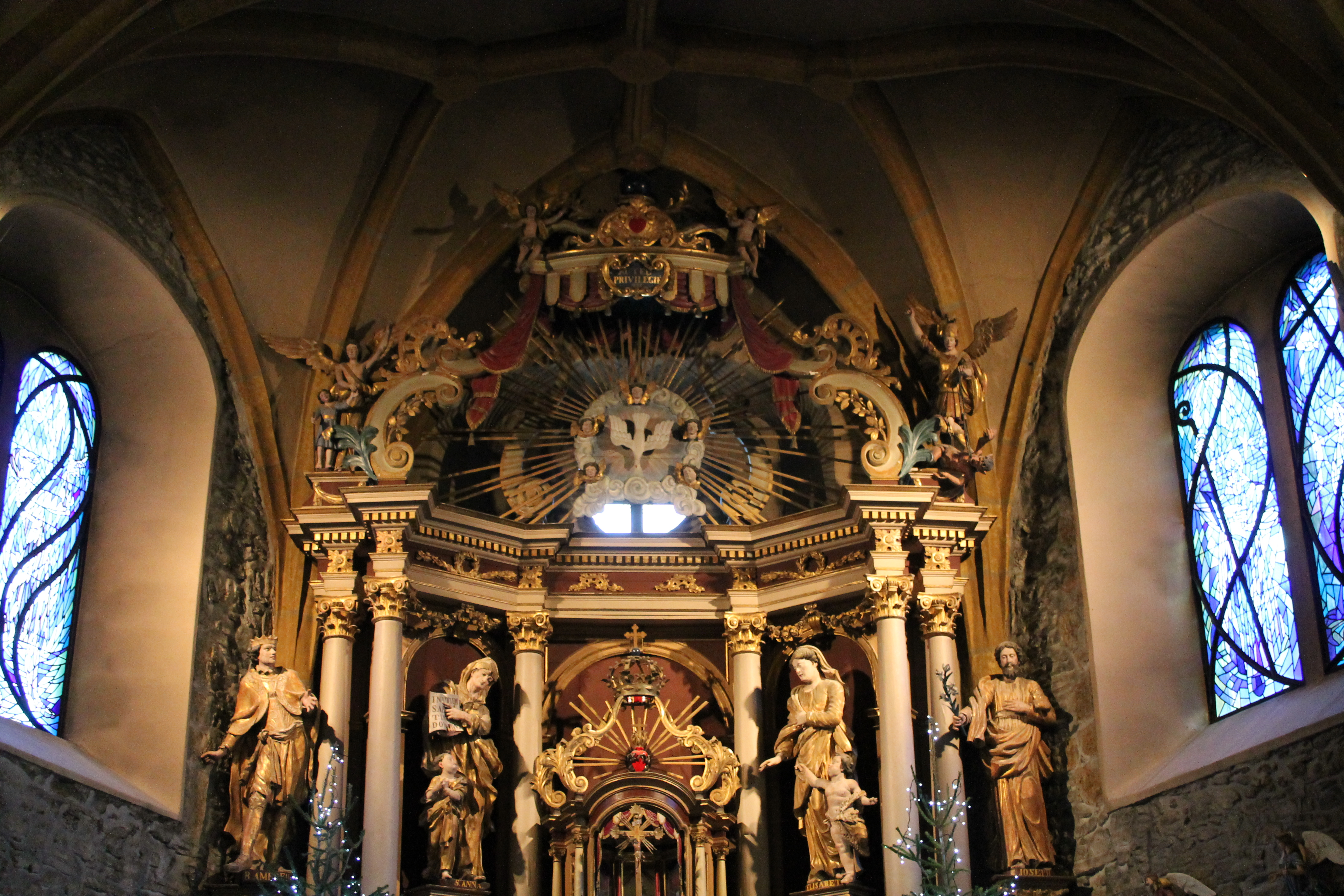
Chœur de l'église. Le retable du maître-autel date de 1731. Il est détruit en partie lors de la Révolution, puis reconstruit ensuite au cours de la restauration Sarde. Chœur du style gothique flamboyant.
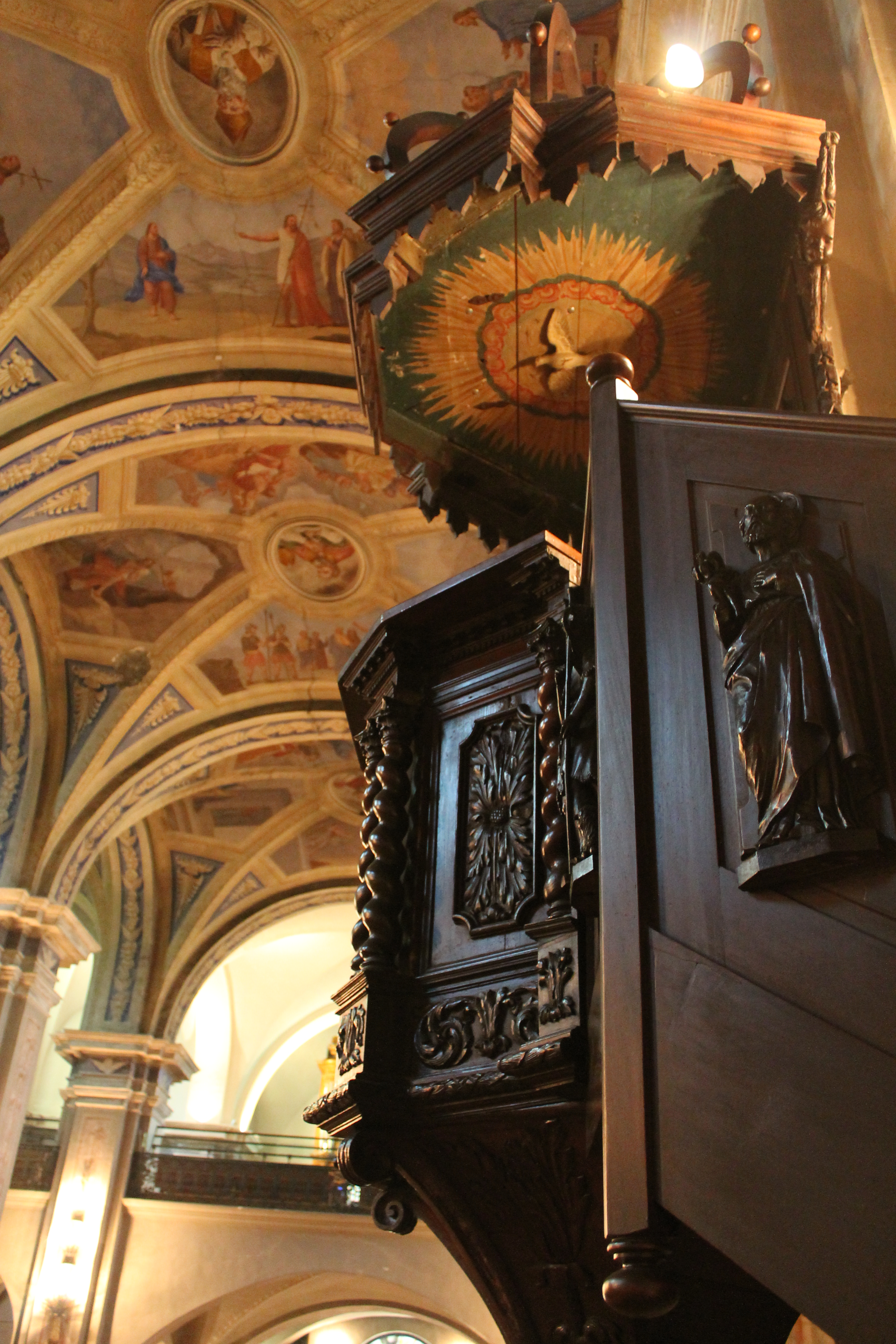
Chaire de l'église.

### Intérieur et extérieur
Il reste quelques traces de l'édifice de 1202.
La décoration intérieure fut confiée au peintre Italien Mucengo datant après 1827. Endommagée par l'humidité, elle est restaurée en 1859 par le peintre FerrarisJ.B Ferraris,.

### Les cloches
L'église est dotée de 11 cloches, formant un carillon :
- La plus grosse cloche de l'ensemble (Bourdon) pèse 3 000 kg (environ), coulée en 1886 par les frères Georges et Francisque Paccard[8], elle sonne le Si Bémol 2, et fait partie d'une des plus grosses cloches du département.
- La deuxième cloche, pèse 2 000 kg , coulée en 1825 par Frèrejean Louis et Claude Paccard, elle sonne le Do3.
- La troisième cloche en volée, pèse 1200 kilos, date aussi de 1825 par Frèrejean et Paccard, elle sonne le Mib3.
- La quatrième cloche, de mêmes fondeurs et date, pèse 950 kg  pour un Fa3
- La dernière en volée, classée Monument-Historique, date de 1783 par les frères Lièvremont, de Pontarlier (Doubs). Elle pèse 650 kg et sonne le Sol3.
- La sixième cloche, fixe (seules 5 sont en volée) date de 1924 par Alfred Paccard, pèse 400 kg pour un La3.
- La septième cloche, pèse 300 kg , sonne un Sib3, signée Paccard en 1886.
- Les cloches 8,9 et 10 datent de Paccard en 1896, pèsent autour de 300 kg, et sonnent le Do, Ré, Mib (octave 4).
- La dernière se trouve sur le clocheton, du clocher. Et sonne un Mib4 faux (braillard).

## Protections
Le clocher du XIXe siècle est protégé. Protection également pour un bénitier du XVIIIe siècle.

## Processions
Au XVIIIe siècle, au deuxième jour des Rogations, la procession de Megève va à la rencontre de celle de Combloux pour se diriger vers l'église Saint-Nicolas de Combloux. Le lendemain, les deux processions reprennent mais cette fois pour se rendre à l'église Saint-Jean-Baptiste de Megève.